# Sven Westerberg (konstnär)
Sven Lennart Westerberg, född 17 juni 1930 i Helsingfors, död 1 juli 2006 i Bromma, var en svensk teckningslärare, målare, tecknare, grafiker och keramiker.
Han var son till restaurangchefen Sven Erik Westerberg och Hellin Mattson och från 1960 gift med läraren Inger Wyke. Westerberg studerade först vid Konstfackskolans aftonkurser 1948–1950 och fortsatte därefter sina studier vid Högre konstindustriella skolan 1950–1953 samt genom självstudier under resor till Danmark, Tyskland, Österrike, Italien, Frankrike och Nederländerna. Separat ställde han ut på bland annat Galerie S:t Nikolaus i Stockholm och han medverkade i ett flertal grupp- och samlingsutställningar. Hans konst består av stilleben och landskapsskildringar utförda i gouache, träsnitt och textiltryck.   